# Chapelle Notre-Dame-des-Neiges de Nifflon
 (septembre 2009).
Si vous disposez d'ouvrages ou d'articles de référence ou si vous connaissez des sites web de qualité traitant du thème abordé ici, merci de compléter l'article en donnant les références utiles à sa vérifiabilité et en les liant à la section « Notes et références ».
La chapelle Notre-Dame-des-Neiges de Nifflon ou chapelle de Nifflon, est une chapelle nichée au fond d'une cuvette de l'alpage Nifflon à Bellevaux.

## Historique
La chapelle remonte à la Révolution, lorsque l'abbé Rey, curé de la commune, y disait la messe en secret.
En 1796, il y célèbre la Fête-Dieu, et c'est en commémoration de cet évènement qu'on décida de construire une chapelle dans un premier temps en bois (dans un autre emplacement actuel de l'édifice), puis en pierre en 1821.
Elle est dédiée à Notre-Dame des Neiges à cause des névés dont les alpagistes se servaient pour abreuver les troupeaux.
Vers 1821, une vierge fut sculptée par Emmanuel Gougain. Comme la plupart des œuvres de l'artiste, elle tient une quenouille. Elle fut vendue en 1853 à Anastasie Favre des Mouilles, et une nouvelle sculpture fut réalisée par un certain Pedrini.
En 1866, la chapelle fut restaurée sous l'égide du curé Chappaz ; c'est à cette époque qu'on lui ajouta un clocher à bulbe. En 1883, on remplaça le plancher par un sol en ciment.
En 1906, dans l'inventaire des biens de la paroisse, est désignée sous le nom de « chapelle du Muguet ».
Vers 1962 et 1963, l'édifice est réparé en majeure partie, elle le fut par main-d'œuvre bénévole.
En 1978, la chapelle fut restaurée par les habitants de la commune, les charpentes et toitures ont été refaites, un nouveau bulbe est mis en place.

## Galerie

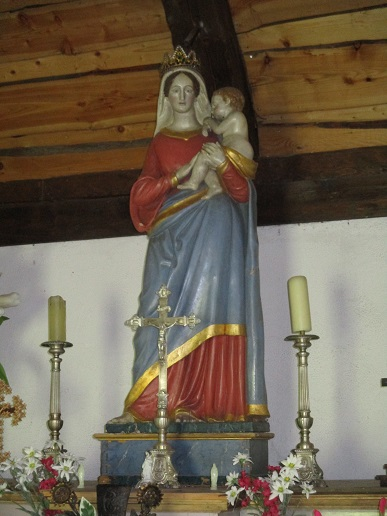
Ancienne vierge de la chapelle Notre-Dame des Mouilles, vendue par Anastasie Favre.
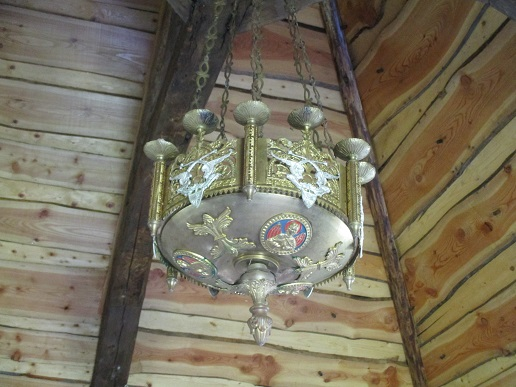
Ostensoir réalisé par Jean-Claude Vuagnoux, maréchal-ferrant.